# Tachov

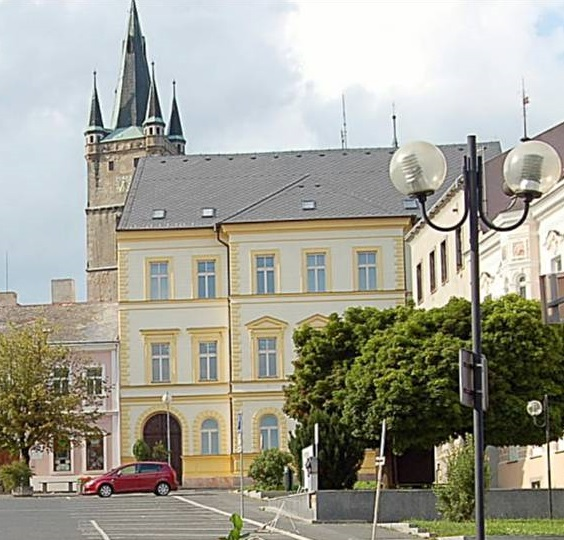
Tachov

Tachovⓘ (niem. Tachau) – miasto w kraju pilzneńskim, w zachodnich Czechach. Powierzchnia miasta wynosi 40,85 km², liczba  mieszkańców 12 640 osób.